# Сосенски
Сосенски (рус. Сосенский) град је у Русији у Калушкој области.

## Становништво
| 1959. | 1970. | 1979. | 1989.  | 2002.  | 2010.  |
| ----- | ----- | ----- | ------ | ------ | ------ |
| 7.034 | 6.259 | 8.264 | 13.275 | 12.623 | 12.394 |